# Eduardo da Costa Ferreira
Eduardo da Costa Ferreira (Santa Maria Maior, Viana do Castelo, 19 de janeiro de 1888 — 1951) foi um oficial da arma de Artilharia do Exército Português, onde atingiu o posto de coronel, participante do Golpe de 28 de Maio de 1926, que no período de 11 de setembro de 1929 a 14 de novembro de 1929 exerceu as funções de Ministro da Instrução Pública do governo da Ditadura Nacional presidido pelo general Artur Ivens Ferraz. Demitiu-se em rotura com a falta de pendor republicano da ditadura.
Foi pai do actor Costa Ferreira.